# 喜安璡太郎
喜安 璡太郎（きやす しんたろう、1876年（明治9年）1月10日 - 1955年（昭和30年）12月22日）は戦前日本の英語教育者、雑誌編集者。新潟県立高田中学校教諭、早稲田実業学校教員。長年『英語青年』編集を引き受け、引退後は「河畔通信」「鵠沼通信」を連載した。

## 生涯

### 学生時代
1876年（明治9年）1月10日愛媛県伊予郡恵久美村（松前町恵久美）の豪農の長男として生まれた。早く父を喪い、教育熱心な母の下、近所の和尚に四書五経を学んだ。地元の小学校に通い、1886年（明治19年）米湊村の高等小学校に編入した。
伯母宅に預けられて松山高等小学校に転校し、『文学之栞』編集に参加した。1889年（明治22年）私立伊予尋常中学校に進学し、1892年（明治25年）卒業した。
1893年（明治26年）9月13日東京専門学校専修英語科3年に編入し、9月27日文学科に進学、倫理学を専攻した。坪内逍遥から英語教師となることを勧められ、佐伯好郎、今井鉄太郎に指導を受け、1897年（明治30年）7月卒業した。10月本郷区丸山新町27番地の増田藤之助宅に住み込み、『日本英学新誌』の編集を手伝った。

### 現役時代
1898年（明治31年）4月坪内逍遥、今井鉄太郎の推薦で早稲田中学校に就職したが、生徒の管理を持て余して2ヶ月で辞任し、雑誌編集の傍ら、神田の英語学校の夜学で教えた。
1899年（明治32年）4月坪内逍遥の推薦で新潟県立高田中学校教諭となり、英語主任細川文五郎の下、金子俊郎、相馬御風、熊木捨治、小川未明・丸沢常哉等を教えた。
1903年（明治36年）4月早稲田実業学校に、当初小石川区指ヶ谷町7番地に住み、1904年（明治37年）増田宅の隣に移り住んで雑誌編集を手伝い、1905年（明治38年）9月武信由太郎から『英語青年』の編集・経営を引き受けた。
1914年（大正3年）小石川区白山御殿町107番地に移った。1918年（大正7年）7月早稲田騒動に絡んで早稲田実業学校を退職した。

### 隠居
1944年（昭和19年）3月『英語青年』が研究社『英語研究』と合併され、事業を小酒井五一郎に譲渡し、山梨県南都留郡小立村島原の河口湖畔別荘に疎開した。1945年（昭和20年）5月25日の最後の東京大空襲で自宅が蔵書共々全焼した。
1949年（昭和24年）2月次男俊雄宅近くの藤沢市鵠沼2724番地（本鵠沼四丁目7番6号）に隠居した。1951年（昭和26年）眼病で右眼が失明し、左眼もそこひになった。1953年（昭和28年）5月盲腸で手術を受けた。1955年（昭和30年）12月22日午前7時死去し、26日文京区伝通院に葬られた。

## 著書
- サミュエル・スマイルズ 著、英語学研究会 訳『生活術詳解』喜安璡太郎校、中野書店、1903年6月。NDLJP:757436。
- 熊本謙二郎、喜安璡太郎共編 編『ナショナル第四読本研究 上巻』長風社、1912年10月。
- 熊本謙二郎・喜安璡太郎共 編『ナショナル第四読本研究 中巻』長風社、1915年11月。
  - 熊本謙二郎・喜安璡太郎共 編『ナショナル第四読本研究』（訂正合冊）研究社、1938年6月。
  - 熊本謙二郎・喜安璡太郎共 編『ナショナル第四読本研究』（訂正合冊）研究社辞書部、1954年5月。
- 『ナショナル第五読本研究 上巻』研究社辞書部、1928年9月。
- 喜安璡太郎 著、福原麟太郎 編『湖畔通信・鵠沼通信』研究社出版、1972年10月。

## 人物
学生時代は常に成績優秀で、伊予尋常中学校2年級1学期で高橋龍太郎に次いで2番だったため、2人で3年に編入した。他の同級生には河東碧梧桐、山内正瞭、1期上に高浜虚子、1期下に景浦直孝、2期下に水野広徳、真鍋嘉一郎がいた。
東京専門学校英語科では清滝知隆に次いで2番、文学科では1,2年とも主席、3年は平野履道に次いで2番だった。同学年には繁野天来、古沢典惣、長谷川天渓、梅沢和軒がいた。
趣味は釣り。好きな食べ物は豆腐と餅。

## 家族

### 父母兄弟
- 父：喜安喜市 – 嘉永6年（1853年）2月生、1939年（昭和14年）5月没[1]。
- 母：喜安シヤウ – 安政2年（1855年）4月生、1932年（昭和7年）12月没。北川原村出身[1]。
- 長妹：岡本トク - 伊予市灘町下駄屋岡本家に嫁いだ[1]。
- 次妹：片山セイ - 松山市弁天町片山家に嫁いだ[1]。
- 長弟：喜安健次郎 - 鉄道省次官[1]。1947年（昭和22年）8月63歳で没[1]。
- 次弟：喜安豊（みのる） - 1950年（昭和25年）4月63歳で没[1]。
- 三妹：野間トキエ - 湯山村上高野蜜柑山経営農家野間家に嫁いだ[1]。1927年（昭和2年）12月37歳で没[1]。
- 三弟：喜安修治 - 日本郵船監査役[1]。

### 妻子
- 妻：喜安こま – 1882年（明治15年）2月18日生[1]。松山市小唐人町二丁目41番地日野冬原四女[1]。1900年（明治33年）8月18日結婚[1]。
- 長男：喜安貞雄 - 1902年（明治35年）8月18日生[1]。海軍造機大佐、スルザー・ブラザーズ工業事務所技師[1]。
- 次男：喜安俊雄 - 1906年（明治39年）6月13日生[1]。王子製紙検査部副部長[1]。
- 長女：橋爪春子 - 1909年（明治42年）2月15日生[1]。大阪府中小企業信用保証協会理事長橋爪恭一に嫁いだ[1]。
- 三男：喜安三郎 - 1910年（明治43年）4月13日生[1]。帝国音楽学校でバイオリンを学んだが、1945年（昭和20年）1月4日中支で戦死した[1]。
- 次女：朝比奈秋子 - 1912年（大正元年）9月3日生[1]。武田薬品工業技術員朝比奈盛一に嫁いだ[1]。